# Clypeasterophilus
Clypeasterophilus is een geslacht van kreeftachtigen uit de klasse van de Malacostraca (hogere kreeftachtigen).

## Soorten
- Clypeasterophilus juvenilis (Bouvier, 1917)
- Clypeasterophilus rugatus (Bouvier, 1917)
- Clypeasterophilus stebbingi (Rathbun, 1918)
- Clypeasterophilus ususfructus (Griffith, 1987)